# كيموكين CCL5
كيموكين CCL5 بروتين موجود عند البشر ترمزه الجينة CCL5 الموجودة على الصبغي 17، ويعرف أيضًا بالاسم رانتس RANTES (اختصارً لعبارة: تنظيمه عند التفعيل تعبر عنه اللمفاويات التائية وتفرزه).

## الوظيفة
يستدعي رانتس الكريات البيضاء إلى موقع الالتهاب، وتحديدًا منها الوحيدات والخلايا التائية المساعدة والحمضات فيفعل الحمضات ويسبب إفراز الهيستامين من الأسسات. يعزز CCL5 تكاثر نمط معين من الخلايا القاتلة الطبيعية NK ويفعلها، وذلك بمساعدة سيتوكينات متخصصة أخرى مثل الإنترلوكين 2 والإنترفيرون غاما والتي تحررها اللمفاويات التائية، فتنتج الخلايا المفعلة بالكيموكين حامل العنصر CC، اختصارا CHAK. يعمل رانتس أيضًا كمثبط لفيروس الإيدز HIV بمساعدة كيموكينات أخرى MIP-1 ألفا و MIP-1 بيتا، وتفرزه اللمفاويات التائية CD8+ وغيرها من الخلايا المناعية. كان اكتشاف رانتس أول مرة حين البحث عن جينات يُعبر عنها لاحقًا (بعد 3-5 أيام) من تفعيل اللمفاويات التائية. ثم حُددت البنية الكيميائية له وأنه يحتوي على التركيبة CC وأنه أحد الكيموكينات وأنه يفرز في أكثر من 100 مرض عند البشر. ينظم التعبير عن رانتس في اللمفاويات التائية بالعامل Kruppel like factor 13 (KLF13). يتفاعل CCL5 (رانتس) مع CCR5 وCCR4 و CCR3 وCCR1 ، ويفعل مستقبل البروتين G، وتحديدًا GPR75..

## قراءات إضافية
- Muthumani K، Desai BM، Hwang DS، Choo AY، Laddy DJ، Thieu KP، Rao RG، Weiner DB (2004). "HIV-1 Vpr and anti-inflammatory activity". DNA Cell Biol. ج. 23 ع. 4: 239–47. DOI:10.1089/104454904773819824. PMID:15142381.
- Zhao RY، Elder RT (2005). "Viral infections and cell cycle G2/M regulation". Cell Res. ج. 15 ع. 3: 143–9. DOI:10.1038/sj.cr.7290279. PMID:15780175.
- Zhao RY، Bukrinsky M، Elder RT (2005). "HIV-1 viral protein R (Vpr) & host cellular responses". Indian J. Med. Res. ج. 121 ع. 4: 270–86. PMID:15817944.
- Li L، Li HS، Pauza CD، Bukrinsky M، Zhao RY (2006). "Roles of HIV-1 auxiliary proteins in viral pathogenesis and host-pathogen interactions". Cell Res. ج. 15 ع. 11–12: 923–34. DOI:10.1038/sj.cr.7290370. PMID:16354571.
- Ignatov A، Robert J، Gregory-Evans C، Schaller HC (نوفمبر 2006). "RANTES stimulates Ca2+ mobilization and inositol trisphosphate (IP3) formation in cells transfected with G protein-coupled receptor 75". Br J Pharmacol. ج. 149 ع. 5: 490–7. DOI:10.1038/sj.bjp.0706909. PMC:2014681. PMID:17001303.